# Nicolas-Félix Escalier
Nicolas-Félix Escalier (1843-1920) est un architecte, décorateur et peintre français.

## Biographie
Fils de Louis Jules André (1819-1890), architecte, il entre à l'école des Beaux-Arts et devient l'élève de son père et du peintre Jules-Élie Delaunay.
Il présente au Salon en 1873 des aquarelles représentant des intérieurs de monuments rapportées d’Italie. Il a comme la plupart des artistes français de cette époque également peint à l’huile, des portraits et surtout des panneaux décoratifs somptueux. Membre de la Société d'aquarellistes français.
Marié en 1869 avec Henriette Régnier de La Brière (1851-1934), la fille du comédien François-Joseph Regnier, doyen de la Comédie-Française. 
Nommé chevalier de la Légion d'honneur le 12 mai 1905.

## Œuvre
- Conception et décoration du buffet de l'Opéra Garnier.
- 1876 : Hôtel particulier de Sarah Bernhardt 35 rue Fortuny (Paris)*[3].
- Hôtel Dubufe (actuel Musée Henner) [4]
- Cercle de la rue Boissy d'Anglas (Paris).
- Hôtel particulier de Gaston Bérardi (Paris).
- Hôtel particulier de Jules Lebaudy (Paris).
- Hôtel particulier des Rzyzezvski (Varsovie).